# Jan Hendrik Roggeveen

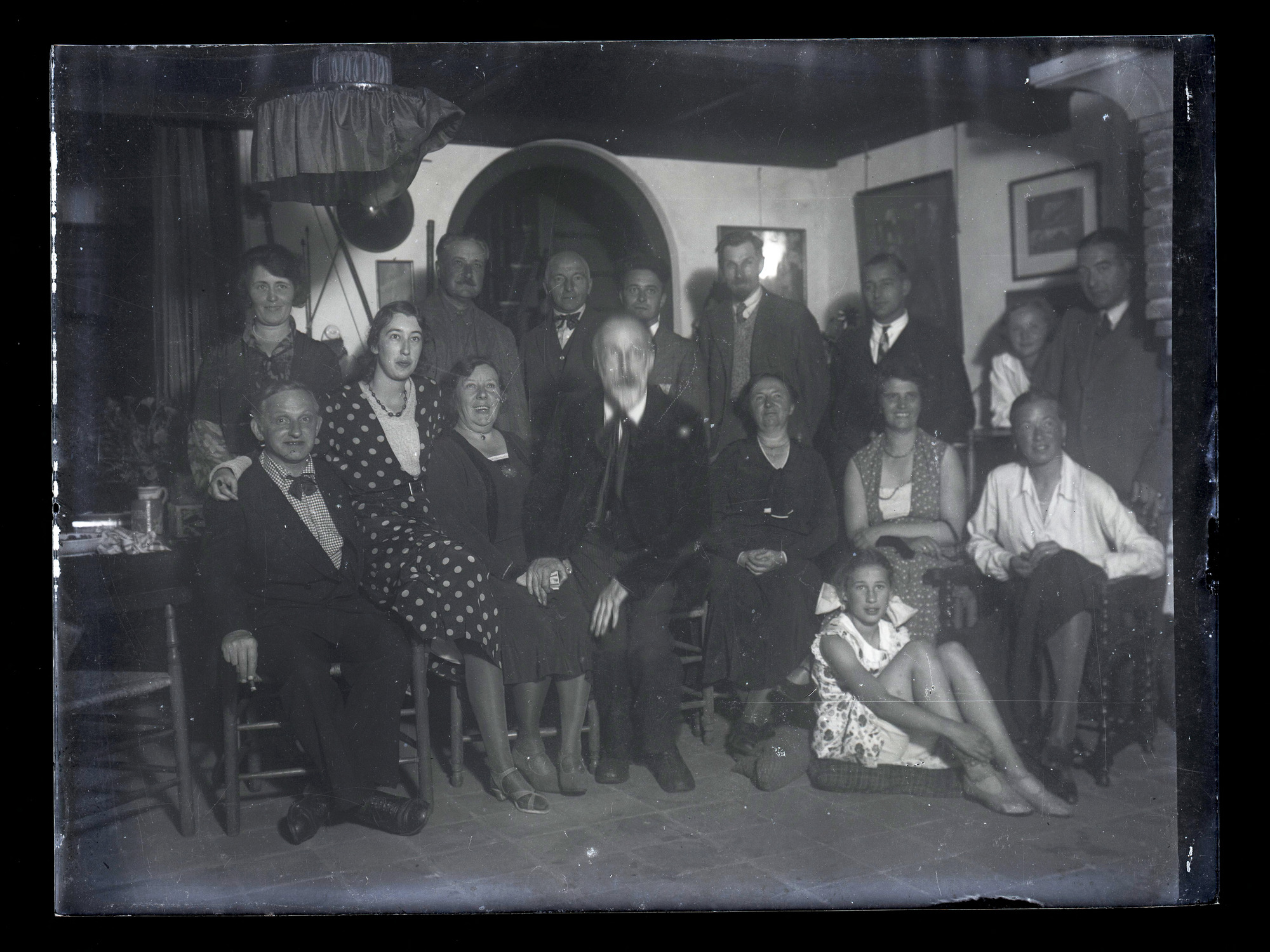
Feestelijke bijeenkomst in het atelier van Jan Ponstijn, 1936. Jan Roggeveen staat op de tweede rij, als vijfde van links.

Jan Hendrik Roggeveen (Schagen, 16 juli 1888 – Alkmaar, 21 december 1955) was een Nederlands architect, kunstschilder en tekenaar. Roggeveen was directeur van Gemeentewerken Bergen NH.

## Biografie

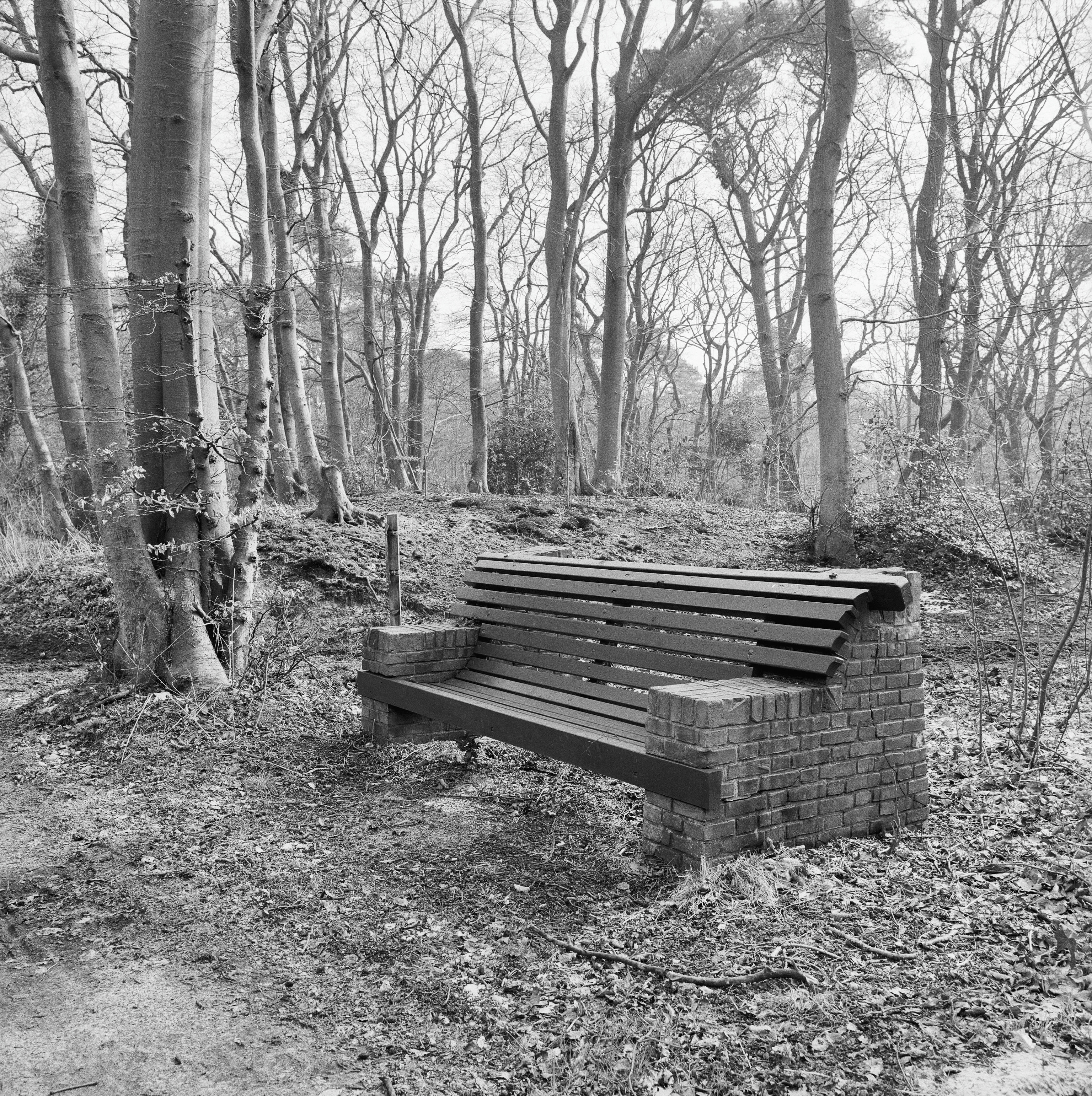
Roggeveenbank, Eeuwigelaan

Roggeveen was een zoon van Jan Roggeveen en Neeltje Denijs. Zijn tweelingbroer Hendrik Jan Roggeveen kwam tijdens de Tweede Wereldoorlog als tewerkgestelde om in Neurenberg.
Roggeveen werd opgeleid tot timmerman aan de Ambachtsschool in Alkmaar. Vervolgens volgde hij de opleiding tot architect/bouwkundig ontwerper aan de Teekenschool van de Maatschappij tot Bevordering van de Bouwkunst in Amsterdam. Hij begon zijn loopbaan als architect in Schagen, om vervolgens gemeenteopzichter in Edam te worden. In 1917 werd hij benoemd tot gemeentearchitect in Schagen. Hij trouwde in 1919 met Johanna Alida (Jo) van Vliet. In 1920 werd hij opzichter bij de Gemeentewerken in Bergen. Toen deze ging uitbreiden kreeg hij de functie van directeur. Roggeveen stond bekend als een fervent beschermer van het dorpse karakter van Bergen. Van 1947 tot 1955 was Roggeveen voorzitter van de Bergense VVV.
Onder zijn toezicht werden diverse bouwwerken gerealiseerd volgens zijn ontwerp, waaronder de Merelhof, de Van Reenenschool en verschillende (arbeiders)woningen. Daarnaast was hij verantwoordelijk voor het ontwerp van twee transformatorhuisjes en verscheidene zitbanken in het dorp. De bouwstijl van de Van Reenenschool, het transformatorhuisje aan het Nachtegalenlaantje, en de zitbanken langs de Eeuwigelaan vertonen gelijkenissen met de kenmerkende stijl van de Amsterdamse School. Het Merelhofje is ontworpen in de stijl van de Delftse School.
In zijn vrije tijd was Roggeveen kunstschilder en tekenaar. Na dit jaren in stilte te hebben gedaan, werd hij in 1938 door Piet Boendermaker overgehaald om hiermee in de openbaarheid te treden en exposeerde hij in diens Kunstzaal. In 1947 was Roggeveen een van de medeoprichters van het KunstenaarsCentrumBergen. In 1953 had hij ter gelegenheid van zijn 65e verjaardag een jubileumexpositie in het zaaltje van de Rustende Jager, met bouwtekeningen, schilderijen en aquarellen van zijn hand. In 1954 was hij een van de exposanten op een tentoonstelling van het KCB.
Na zijn (vervroegde) pensionering ontwierp hij samen met architect A.J.F. Hooning het nieuwe hotel Nassau-Bergen in Delftse School-stijl.

Roggeveen overleed in december 1955. Hij werd begraven op de Algemene Begraafplaats te Bergen.

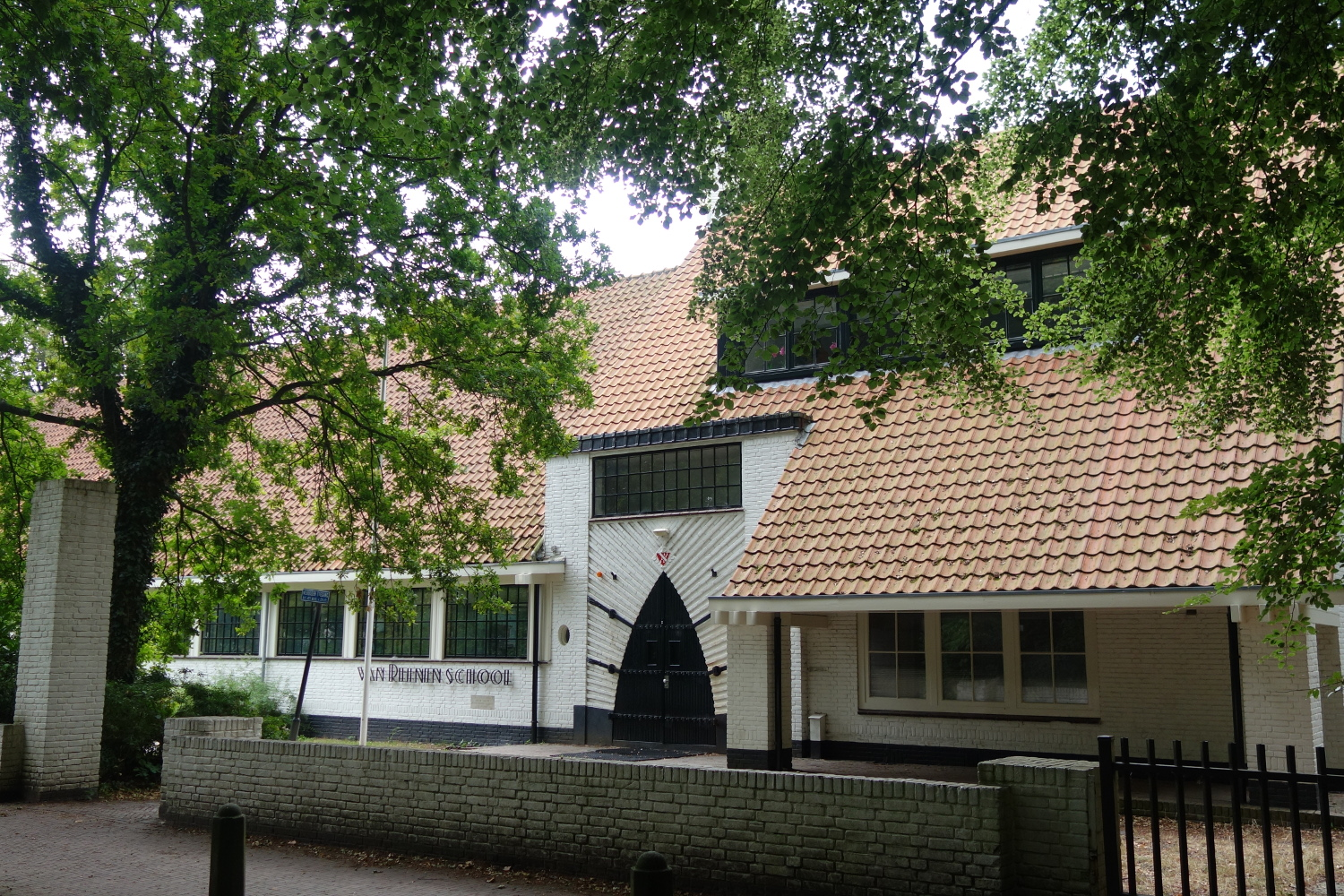
Van Reenenschool, ontworpen door J.H. Roggeveen

## Werken
Bekende werken van Roggeveen zijn:
- 1920: Ruïnelaan 30 Bergen NH (zijn eigen woning)
- 1920: Transformatorhuisje, Nachtegalenlaantje Bergen NH
- 1930: Roggeveenbanken, Eeuwigelaan Bergen NH[11]
- 1931: Van Reenenschool, Bergen NH[12]
- 1949: Merelhofje, Bergen NH (met A.J.F. Hooning)
- 1952: Hotel Nassau-Bergen, Bergen aan Zee (met A.J.F. Hooning)

## Wetenswaardigheden
- De Jan Roggeveenweg in Bergen is naar hem vernoemd.
- Het door hem ontworpen schoolgebouw werd in 2001 aangewezen als rijksmonument.[13]